# يوسف بن عبد الرحمن آل فخروه

## اسمه ونسبه
هو الوجيه المكرم يوسف بن عبد الرحمن بن عبد الله بن حسن بن محمود بن محمد بن علي آل فخروه أو فخرو، نسبة إلى جده فاخرالمنتهي نسبه إلى بني ضبة من الرباب من بني تميم.

## ولادته ونشأته
ولد في مدينة المحرق عام 1873م، ونشأ في أسرة ثرية فوالده من كبار التجار آنذاك. وفي مطلع عام 1890م بدأ بالعمل في التجارة إلى جانب والده، وفي حوالي عام 1894م دخل مع والده عبد الرحمن بن عبد الله في مشاركة مع علي موسى العمران وبدأ الثلاثة في تجارة الأسلحة والبارود حتى عام 1898م حيث منعت بريطانيا تجارة الأسلحة وصادرت الشحنات التي تقع في يدها، وقد بدأ حينها بالتوقف عن تجارة الأسلحة تدريجياً نظراً لخطورتها، واتجه نحو المتاجرة في اللؤلؤ بشكل أكبر.

## نبذة عامة
تحكي سيرة الوجيه يوسف بن عبد الرحمن آل فخروه تقاطاعات الاشتغال بالسياسة والاقتصاد في أبهى صورها، وهو ما سنجده بعد عقود لاحقة في سير الأبناء ثم الاحفاد إلى يومنا هذا. عاصر يوسف بن عبد الرحمن آل فخروه عهودا ثلاثة من حكام البحرين، أي منذ عهد الشيخ عيسى بن علي، مؤسس الدولة الحديثة، مروراً بعهد الشيخ حمد بن عيسى وصولاً إلى عهد سلمان بن حمد، ففي التسعة والسبعين عاماً التي عاشها يوسف بن عبد الرحمن آل فخروه مساحة زمنية كافية مكنته من أن يكون شاهداً وفاعلاً في تحولات سياسية واجتماعية كبرى مرت بها البحرين.
لقد أنشأ هذا الوجيه نشاطاً تجارياً متنوعاً، وامتدت رقعته الجغرافية إلى البصرة مروراً بمعظم موانئ الخليج، وصولاً إلى الهند وأفريقيا، فكان له في تلك الموانئ وكلاء عديدون، البعض منهم كانو من أبنائه المباشرين، أما الآخرون فكانوا من عائلة البسام والمرزوق والصقر والغانم؛ وقد امتلك أسطولاً كبيراً من السفن التجارية وسفن الغوص، حيث عمل على قيادة تلك السفن ربابنة (نواخذة) معروفون بلغ عددهم حوالي ثلاثون رباناً.
كان وجود الوجيه يوسف بن عبد الرحمن آل فخروه في الحياة العامة البحرينية خلال النصف الأول من القرن العشرين أمراً ممكن إدراكه وتلمسه من خلال مراكزه ومخازنه التجارية (العماير، مفرد عمارة) في المحرق والمنامة، حيث أصبحت تلك المراكز بؤراً للقاءات التجار وعقد الصفقات، كما كانت ملتقى للمداولات ولعب الادوار السياسية في الشأن المحلي، وقد كان نصيب نشاطه المؤيد لحكام البحرين ضد تسلط الإدارة الكولونيالية البريطانية، أو مشروعات التطوير التي تهدف إلى الإصلاح المحلي، غضب وعجرفة كولونيالية بريطانية. ففي الوقت الذي ساهم مع بقية أعيان عصره بالمطالبة بتأسيس بنك في البحرين عام 1918م، وقبول تعيشه من قبل الشيخ عيسى بن علي عضواً في المجلس العرفي عام 1920م، ومجلس إدارة التعليم الخيري لمدرسة الهداية الخليفية عام 1920م، وتدخله مع زملائه من الأعيان ضد السياسات المتعجرفة للمعتمد البريطاني «الميجر كلايف ديلي» التي أدت إلى إحداث الفتنه في المنامة بين النجادة والعجم، حيث كان من ضمن النجادة الذين وقعوا على العريضة التي كتبت إلى الشيخ عيسى بن علي. كان من نتيجة مشاركته في التصدي لتلك السياسات أن ناصبه المعتمد البريطاني وزملاءه العداء وذلك بهدف الضغط على الشيخ عيسى بن علي للتوقف عن تخفيض الضرائب الجمركية عليهم، حيث كان الشيخ يهدف إلى تشجيع النشاط التجاري ورواجه في البحرين. كما تعرض يوسف آل فخروه، وبسبب معاداة السلطات البريطانية له، إلى الاعتقال عام 1918م وإخضاع بيته للتفتيش بأمر من المعتمد البريطاني، ونفيه بعد ذلك مع أحد أقاربه، علي بن راشد آل فخروه، إلى البصرة. كانت السلطات البريطانية تعتقد بأنه يقوم بتسخير تجارته في السلاح لسلطات الدولة العثمانية وذلك عبر إمداد سنجق الإحساء وقطر بالسلاح خلال سنوات الحرب العالمية الأولى، وقد تم تصنيف يوسف بن عبد الرحمن آل فخروه في أحد التقارير البريطانية السرية عام 1919م، باعتباره: (أذكى من أن يقبض عليه، وغالباً ضد الإنجليز)

## بعض أعماله الوطنية والاجتماعية والخيرية
يذكر أنه من أوائل من طالبوا بتأسيس مصرف في البحرين منذ عام 1918م، كما نادى بضرورة وجود مدرسة للتعليم النظامي في البحرين، والتي سُميت فيما بعد بـ «الهداية الخليفية» وعُين أميناً للصندوق بمجلس إدارتها عام 1920م. لقد كان على جانب عظيم من الأخلاق العالية، يواسي الضعيف ويصلح بين الناس بالعدل، وله أعمال كثيرة وطنية واجتماعية وخيرية لا زالت آثارها باقية منها: تجديد بناء مسجدي «عبد الوهاب الزياني»، و«إبراهيم بن يوسف المناصير» بالمحرق. كذلك كان له دور مهم في دعم إعادة بناء «مدرسة آل عمير» بالإحساء حوالي عام 1920م.

## التجارة بالسيارات
في عام 1929م حصل يوسف بن عبد الرحمن آل فخروه على وكالة السيارات الأمريكية كرايسلر، بليموث، دوج، وذلك من السيد فرنسيس كتانة لكن لم تدم المعاملة معه بسبب الاختلاف الذي جرى بين الطرفين، الأمر الذي أدى إلى إلغاء الارتباط بهم، إلا إنه بدءاً من عام 1932م أصبح وكيلاً رئيسياً لشركــات سيارات عــدة منها «هدسون» و «موريس» و«ونفيلد» و«ويلزلي» و «أم جي» و «إنترناشيونال».

## منزله
يقع منزل الوجيه يوسف بن عبد الرحمن آل فخروه في مدينة المحرق العريقة وبالأخص في حي الزياينة، إذ تم ضمه في الآونة إلى مجموعة المباني التراثية التي يضمها طريق اللؤلؤ الذي يعتبر من أهم مشاريع الحفاظ على التراث العمراني في مدينة المحرق، والتابع إلى وزارة الثقافة بمباركة من الشيخة مي بنت إبراهيم آل خليفة والذي تبنته منظمة اليونسكو كأحد المشاريع التابعة للتراث العالمي. يعتبر منزل أسرة آل فخروه من أكثر المباني التراثية جمالاً في البحرين لوجود عناصر فريدة من نوعها اشتهر بها هذا المنزل، كالنوافذ ذات الزجاج الملون المستورد من الهند والمشربيات ذات التصاميم المميزة التي أضفت على المبنى بعداً جمالياً قلما نجده في المباني التراثية على نطاق الخليج.